# Romaric Belemene
Judicaël Romaric Belemene Dzabatou (ur. 19 lutego 1997 w Pointe-Noire) – kongijski koszykarz, występujący na pozycjach niskiego lub silnego skrzydłowego, obecnie zawodnik Melilla Baloncesto.
24 czerwca 2019 został zawodnikiem Legii Warszawa.
5 stycznia 2020 dołączył do hiszpańskiego Melilla Baloncesto, występującego w II lidze hiszpańskiej (LEB Oro). 

## Osiągnięcia
Stan na 5 stycznia 2020, na podstawie, o ile nie zaznaczono inaczej.
Klubowe
- Wicemistrz:
  - mistrzostw Hiszpanii juniorów (2014)
  - turnieju:
    - Torneo Junior L'Hospitalet (2014)
    - Adidas Next Generation (2015)
- Uczestnik Adidas Eurocamp w Treviso (2016, 2017)